# Liste der Baudenkmäler im Kölner Stadtteil Roggendorf/Thenhoven
Die folgende Liste enthält die in der Denkmalliste ausgewiesenen Baudenkmäler auf dem Gebiet des Stadtteils Köln-Roggendorf/Thenhoven, Stadtbezirk Köln-Chorweiler, Nordrhein-Westfalen.
Hinweis: Die Reihenfolge der Baudenkmäler in dieser Liste orientiert sich an den Straßennamen und ist alternativ nach Hausnummern, Denkmallistennummer oder Bezeichnung sortierbar.
Basis ist die offizielle Kölner Denkmalliste (Stand: 16. August 2012), die Baudenkmäler und Denkmalbereiche auflistet. Dabei kann es sich beispielsweise um Sakralbauten, Wohn- und Fachwerkhäuser, historische Gutshöfe und Adelsbauten, Industrieanlagen, Wegekreuze und andere Kleindenkmäler sowie Grabmale und Grabstätten, die eine besondere Bedeutung für die Geschichte Kölns haben, handeln. Grundlage für die Aufnahme in die offiziellen Denkmallisten ist das Denkmalschutzgesetz Nordrhein Westfalens.

| Bild                                    | Bezeichnung                                 | Lage                                                                | Beschreibung | Bauzeit                   | Einge- tragen seit | Denk- mal- nr. |
| --------------------------------------- | ------------------------------------------- | ------------------------------------------------------------------- | --- | ------------------------- | ------------------ | -------------- |
| Fotos hochladen                         | Wohnhaus                                    | Roggendorf/Thenhoven Baptiststraße 33                               | | 1910                      | 01.12.1992         | 6695           |
| weitere Bilder Fotos hochladen          | Wohnhaus                                    | Roggendorf/Thenhoven Baptiststraße 35                               | | 1866                      | 18.04.1991         | 5979           |
| weitere Bilder Fotos hochladen          | Kirche St. Johann Baptist                   | Roggendorf/Thenhoven Baptiststraße 37 Karte                         | |                           | 20. Januar 1983    | 1296           |
| weitere Bilder Fotos hochladen          | Wegekreuz                                   | Roggendorf/Thenhoven Baptiststraße ohne Nr. Karte                   | | 1754                      | 1. Juli 1980       | 478            |
| weitere Bilder Fotos hochladen          | Schule                                      | Roggendorf/Thenhoven Berrischstraße 134-136                         | | um 1880                   | 01.07.1980         | 479            |
| weitere Bilder Fotos hochladen          | Rest eines Kleingehöfts                     | Roggendorf/Thenhoven Berrischstraße 151                             | | Mitte 19. Jhd             | 24.01.1991         | 5878           |
| weitere Bilder Fotos hochladen          | Rest eines Kleingehöfts                     | Roggendorf/Thenhoven Berrischstraße 153                             | | Mitte 19. Jhd             | 24.01.1991         | 5877           |
| weitere Bilder Fotos hochladen          | Wohnhaus                                    | Roggendorf/Thenhoven Berrischstraße 159                             | | um 1860                   | 02.06.1995         | 7508           |
| Fotos hochladen                         | Rest einer Hofanlage Schwelmenhof           | Roggendorf/Thenhoven Berrischstraße 169                             | | 1857                      | 07.10.1991         | 6230           |
| Direkt Bild zu diesem Denkmal hochladen | Hofanlage                                   | Roggendorf/Thenhoven Berrischstraße 184                             | | 1770                      | 01.07.1980         | 480            |
| weitere Bilder Fotos hochladen          | Wasserwerk Weiler                           | Roggendorf/Thenhoven Blockstraße 80 Karte                           | Architekt: Clemens Klotz; Erweiterungsbauten nach dem Zweiten Weltkrieg, Trafohaus Anfang der 50er Jahre; Bauplastik: Willi Meller | 1928–31                   | 31. Juli 1995      | 7532           |
| Direkt Bild zu diesem Denkmal hochladen | Wegekreuz                                   | Roggendorf/Thenhoven Bruchstraße / Ecke Mörterweg o.Nr.             | | 1956                      | 23.11.1989         | 5382           |
| weitere Bilder Fotos hochladen          | ehem. Wasserturm                            | Roggendorf/Thenhoven Bruchstraße 19                                 | | 19. Jhd                   | 09.01.1989         | 4307           |
| weitere Bilder Fotos hochladen          | Wegekreuz                                   | Roggendorf/Thenhoven Further Straße/Ecke Sinnersdorfer Straße o.Nr. | | 1918                      | 01.07.1980         | 491            |
| Fotos hochladen                         | Hofanlage (Gilleshof)                       | Roggendorf/Thenhoven Further Straße 51 Karte                        | |                           | 19. August 1992    | 6596           |
| weitere Bilder Fotos hochladen          | Wohnhaus                                    | Roggendorf/Thenhoven Further Straße 99                              | | um 1800                   | 01.07.1980         | 492            |
| weitere Bilder Fotos hochladen          | Rest einer Hofanlage                        | Roggendorf/Thenhoven Further Straße 104                             | | Mitte 19. Jhd             | 24.01.1991         | 5886           |
| Direkt Bild zu diesem Denkmal hochladen | Hofanlage Haus Furth                        | Roggendorf/Thenhoven Further Weg o.Nr.                              | | 2. Hälfte 19. Jhd         | 02.05.1991         | 6041           |
| Direkt Bild zu diesem Denkmal hochladen | Friedhof d.kath. Kirchengemeinde St. Johann | Roggendorf/Thenhoven Heinrich-Latz-Straße o.Nr.                     | | vor 1890                  | 01.07.1980         | 496            |
| Fotos hochladen                         | Haus Brüngesrath                            | Roggendorf/Thenhoven Lehmbergweg 210 Karte                          | | 1884, Erstnennung 14. Jh. | 31. Oktober 1985   | 3283           |
| weitere Bilder Fotos hochladen          | Schloßanlage Schloß Arff                    | Roggendorf/Thenhoven Schloß-Arff-Straße o.Nr. Karte                 | | 1750 - 55                 | 20.07.81           | 735            |
| Direkt Bild zu diesem Denkmal hochladen | Kleingehöft                                 | Roggendorf/Thenhoven Sinnersdorfer Straße 109                       | | Mitte 19. Jhd             | 26.03.1991         | 5959           |
| weitere Bilder Fotos hochladen          | Quettingshof                                | Roggendorf/Thenhoven Sinnersdorfer Straße 116                       | | 1898                      | 22.01.1992         | 6366           |
| Direkt Bild zu diesem Denkmal hochladen | Wohnhaus                                    | Roggendorf/Thenhoven Sinnersdorfer Straße 133                       | | Mitte 19. Jhd             | 05.03.1991         | 5921           |
| weitere Bilder Fotos hochladen          | Kleingehöft                                 | Roggendorf/Thenhoven Sinnersdorfer Straße 135                       | | 1900                      | 23.04.1991         | 5994           |
| weitere Bilder Fotos hochladen          | Kleingehöft                                 | Roggendorf/Thenhoven Sinnersdorfer Straße 139                       | | 1908                      | 24.01.1991         | 5893           |
| weitere Bilder Fotos hochladen          | Wohnhaus                                    | Roggendorf/Thenhoven Sinnersdorfer Straße 141                       | | um 1900                   | 01.02.1988         | 4434           |
| weitere Bilder Fotos hochladen          | Wohnhaus                                    | Roggendorf/Thenhoven Sinnersdorfer Straße 166                       | | Ende 19. Jhd              | 07.10.1991         | 6221           |
| weitere Bilder Fotos hochladen          | Hofanlage Bachhof                           | Roggendorf/Thenhoven Sinnersdorfer Straße 173                       | | 1767                      | 01.07.1980         | 512            |
| weitere Bilder Fotos hochladen          | Kriegerdenkmal                              | Roggendorf/Thenhoven Sinnersdorfer Straße o.Nr.                     | | 1914                      | 01.07.1980         | 510            |
| Direkt Bild zu diesem Denkmal hochladen | Grünanlage                                  | Roggendorf/Thenhoven Sinnersdorfer Straße o.Nr.                     | | nb                        | 01.07.1980         | 511            |